# Guglielmo d'Aumale
Guglielmo d'Aumale detto Guglielmo il Grosso, in francese Guillaume le Gros (... – 20 agosto 1179) fu conte di Aumale e signore di Holderness, dal 1127, poi primo conte di York, dal 1138 alla sua morte.

## Origine
Secondo un documento del Dugdale Monasticon V, Melsa Abbey, Yorkshire, I (non consultato), Guglielmo era il figlio primogenito del conte di Aumale e signore di Holderness, Stefano d'Aumale e di Hawise di Mortimer, figlia del signore di Saint-Victor-l'Abbaye e di WIgmore (Herefordshire), Rodolfo di Mortimer, e della moglie, Melisenda.
Stefano d'Aumale, secondo il canonico e custode della chiesa di Aquisgrana, il cronachista della Prima Crociata, Alberto di Aquisgrana, era l'unico figlio del conte di Conte di Champagne (diciannovesimo conte di Troyes, decimo conte di Meaux) e di Vitry, conte di Aumale, in Normandia e conte d'Holderness in Inghilterra, Oddone III di Troyes, e della moglie, la contessa di Aumale, Adelaide di Normandia, come conferma Orderico Vitale, che era l'unica figlia femmina del Duca di Normandia, Roberto I il Magnifico e di una sua concubina, di cui non si conoscono né il nome né i nomi degli ascendenti, escludendo che fosse Herleva, la madre di Guglielmo il Conquistatore o il Bastardo, per cui Aeliz o Adelaide era la sorellastra di Guglielmo (secondo altri storici era sorella di Guglielmo il Conquistatore o il Bastardo, figli della stessa madre, Herleva).

## Biografia
Secondo Orderico Vitale, nella lotta per la successione al trono d'Inghilterra, tra Guglielmo II il Rosso ed il fratello, Roberto II, duca di Normandia, suo padre, Stefano, si schierò con Guglielmo II.
Nel 1095, secondo il Florentii Wigornensis Monachi Chronicon, fu organizzato un complotto da Roberto di Mowbray, Conte di Northumbria, contro il re d'Inghilterra, Guglielmo II il Rosso, che prevedeva che suo padre, Stefano, salisse sul trono, dopo che il cugino, Guglielmo II il Rosso, fosse stato ucciso; ma dopo che Roberto di Mowbray era stato catturato con l'inganno, il padre di Roberto, Oddone, implicato nel complotto, nel 1096, fu catturato ed incarcerato e perse la contea d'Holderness in Inghilterra, mentre Stefano riuscì a riparare nella contea d'Aumale, in Normandia, governata dal duca, Roberto II, sempre in guerra con il fratello, Guglielmo II il Rosso.
Nel 1102, suo padre, Stefano, riottenne la signoria di Holderness.
Di suo padre, Stefano, non si conosce la data esatta della sua morte, morì dopo il 1127.
Guglielmo succedette al padre, come conte di Aumale e signore di Holderness.
Secondo il documento nº 944 del Regesta Regum Anglo-Normannorum, Vol. III, Guglielmo, nel 1136, fu testimone della consegna di Bishop’s Sutton alla cattedrale di Winchester.
Secondo il Symeonis Dunelmensis, Vol. II, Historia Regum, Continuation (non consultato), Guglielmo fu tra i comandanti delle truppe inglesi, contro gli Scozzesi, alla Battaglia dello Stendardo, del 1138.
Dopo questa battaglia, secondo la Historia Ricardi, prioris Haugustaldensis ecclesiæ (non consultato), il re d'Inghilterra, Stefano di Blois, lo creò primo conte di York; lo storico William John Corbett riporta che Guglielmo fu al servizio della causa, contrastando l'invasione scozzese e per questo fu creato primo conte di York.
Secondo il documento nº 803 del Regesta Regum Anglo-Normannorum, Vol. III, Guglielmo, dopo il 1138, fu testimone di una donazione del re d'Inghilterra, Stefano di Blois.
Nel Natale del 1141, Guglielmo è ancora con Stefano di Blois; infatti gli controfirma il documento nº 276 del Regesta Regum Anglo-Normannorum, Vol. III, in cui Stefano garantisce alcune proprietà a Goffredo di Essex.
Nel 1149, Guglielmo fu fondatore dell'abbazia di Meaux, nell'East Riding of Yorkshire, come ci conferma la Chronica monasterii de Melsa : a fundatione usque ad annum 1396 ..., Volume 1.
Dopo che Enrico II, era divenuto re d'Inghilterra, nel gennaio del 1155, da Guglielmo si fece consegnare il Castello di Scarborough nel North Yorkshire.
Secondo le Gesta regis Henrici secundi benedicti abbatis, Guglielmo morì nel 1179 e fu sepolto nell'abbazia di Thornton, nel North Lincolnshire, che secondo un documento del Dugdale Monasticon VI, Thornton Abbey, Lincolnshire, I, De Prima Fundatione (non consultato), era stata fondata da Guglielmo stesso.
La figlia, Hawise, gli succedette nella contea di Aumale e nell'Holderness.

## Matrimonio e discendenza
Guglielmo aveva sposato Cecilia FitzDuncan, figlia di William fitz Duncan (figlio illegittimo del re di Scozia, Duncan II), e della moglie, Alice, signora di Skipton, come conferma un documento del Dugdale Monasticon III, Wetherall Priory, Cumberland, XVI, Cronicon Cumbriæ (non consultato).
Guglielmo da Cecilia ebbe due figlie:
- Hawise († 1214), Contessa di Aumale[19];
- Amice, che viene citata in un documento del Calendar of the close rolls preserved in the Public Record Office : Edward I, assieme al padre, Guglielmo il Grosso conte di Aumale e la sorella, Hawise (William le Gros sometime earl of Albemarle and to Hawisia his daughter)[20].

Da un'amante di cui non si conoscono né il nome né glia ascendenti, Guglielmo ebbe un figlio:
- Goffredo, citato in una donazione alla chiesa di St Bees, in Cumbria, fatta dalla matrigna, Cecilia[1].

### Fonti primarie
- (LA)  Gesta regis Henrici secundi benedicti abbatis.
- (LA)  Chronica monasterii de Melsa,: a fundatione usque ad annum 1396 ..., Volume 1.
- (LA)  Chronique de Robert de Torigni, abbé du Mont-Saint-Michel, vol I.
- (LA)  Chronique de Robert de Torigni, abbé du Mont-Saint-Michel, vol II.
- (LA)  Historia rerum in partibus transmarinis gestarum.
- (LA)  Ordericus Vitalis, Historia Ecclesiastica, vol. II, liber III -V.
- (LA)  Ordericus Vitalis, Historia Ecclesiastica, vol. II.
- (LA)  Ordericus Vitalis, Historia Ecclesiastica, vol. unicum.
- (LA)  Florentii Wigornensis Monachi Chronicon.
- (LA)  HISTORIA HIEROSOLYMITANAE EXPEDITIONIS.
- (LA)  Regesta Regum Anglo-Normannorum, vol. III.
- (EN)  Calendar of the close rolls preserved in the Public Record Office : Edward I.

### Letteratura storiografica
- William John Corbett, "Inghilterra, 1087-1154", cap. II, vol. VI (Declino dell'impero e del papatp e sviluppo degli stati nazionali) della Storia del Mondo Medievale, 1999, pp. 56–98.
- Doris M. Stenton, "Inghilterra, Enrico II", cap. III, vol. VI (Declino dell'impero e del papatp e sviluppo degli stati nazionali) della Storia del Mondo Medievale, 1999, pp. 99–142.